# كندران (مقاطعة فيروزآباد)
كندران (بالفارسية: کندران) هي قرية تقع في قسم خواجه‌اي الريفي في إيران. يقدر عدد سكانها بـ 81 نسمة بحسب إحصاء 2016.